# Michael Morrissey
Michael Morrissey (ur. 9 września 1952 w Yalgoo) – australijski biskup rzymskokatolicki, biskup diecezjalny Geraldton od 2017. W latach 2021–2024 administrator apostolski sede vacante diecezji Broome.

## Życiorys
Święcenia kapłańskie otrzymał 31 stycznia 1981 i został inkardynowany do diecezji Geraldton. Pracował głównie jako duszpasterz parafialny, był także dyrektorem kurialnego wydziału ds. życia kapłańskiego oraz posług kościelnych, kanclerzem kurii i wikariuszem generalnym diecezji.
15 maja 2017 papież Franciszek mianował go biskupem diecezjalnym diecezji Geraldton. Sakry udzielił mu 28 czerwca 2017 metropolita Perth - arcybiskup Timothy Costelloe.
W latach 2021–2024 pełnił urząd administratora apostolskiego diecezji Broome, do czasu wyboru Timothy'ego Nortona na jej kolejnego biskupa.